# Eulália de Barcelona
Eulália de Barcelona (finais do século III - inícios do século IV) é uma santa cristã, considerada virgem e mártir, sendo festejada a 22 de agosto pelas Igrejas do Oriente e a 12 de fevereiro pela Igreja Católica. É com frequência confundida com a homônima Santa Eulália de Mérida, cuja hagiografia é semelhante.

## Martírio
Por se recusar a abjurar o cristianismo durante a perseguição de Diocleciano, os romanos a submeteram a treze tipos de torturas, incluindo:
- Colocaram a santa num barril com facas (ou vidro) e o rolaram ladeira abaixo (de acordo com a tradição, a rua hoje chamada de Baixada de Santa Eulália;[2]
- Cortaram seus seios;
- A crucificaram numa cruz em forma de X. Ela é muitas vezes representada com esta cruz na arte, o instrumento de seu martírio;
- Finalmente, ela teria sido decapitada.

Uma pomba voou de seu pescoço após a decapitação e este é um dos pontos de similaridade com a história de Santa Eulália de Mérida, na qual a pomba teria voado da boca da garota no momento de sua morte. Além disso, as torturas de Eulália de Mérida são, por vezes, enumeradas entre os mártires de Barcelona e a história das duas garotas são muito similares, tanto na idade quanto na época em que morreram.

## Devoção

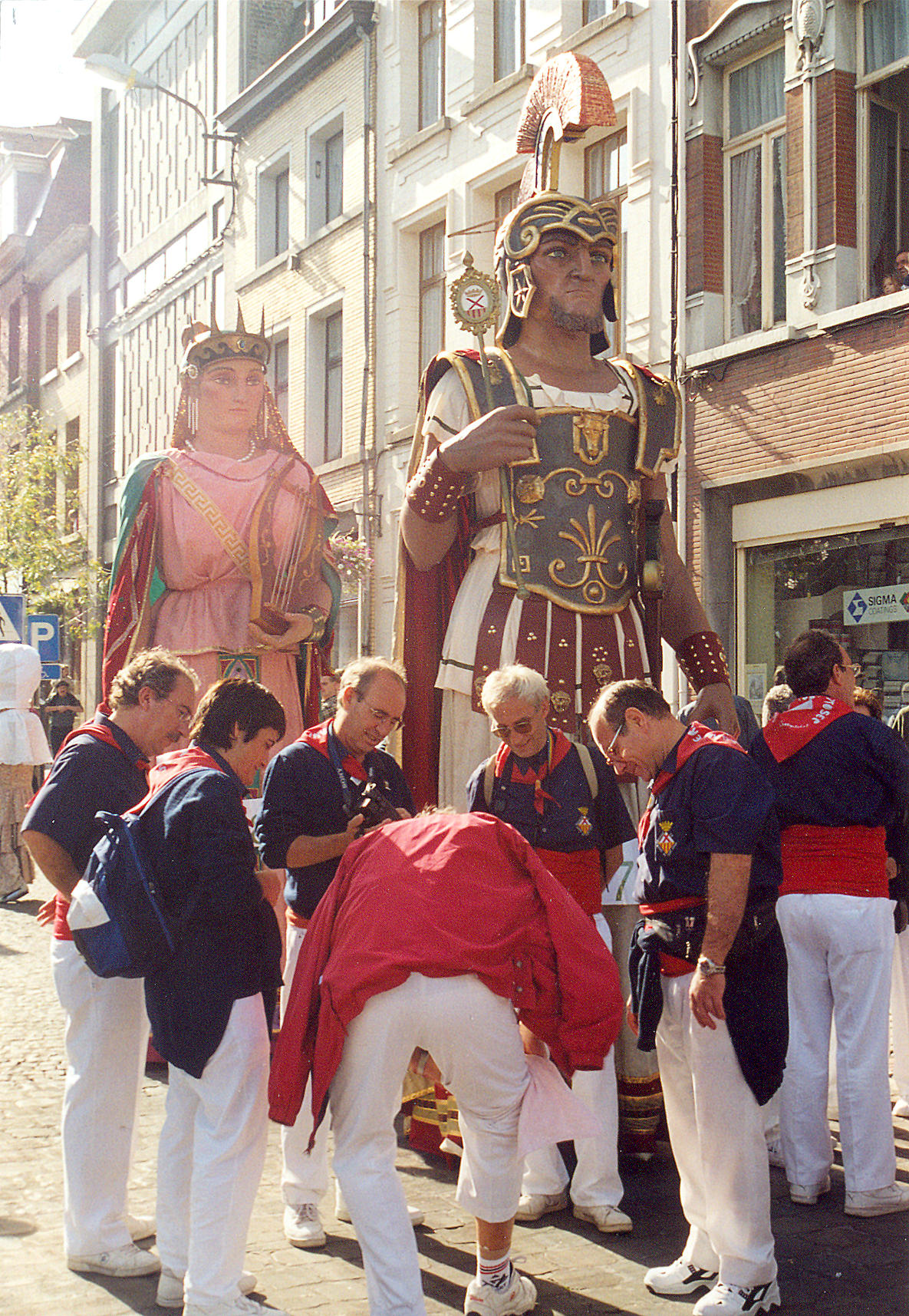
Procissão em Hospitalet de Llobregat com Eulália de Barcelona e Roque de Montpellier.

Eulália é comemorada com estátuas e nomes de rua por toda Barcelona. Seu corpo havia sido originalmente enterrado na Igreja de Santa Maria de les Arenes (atual Santa Maria de Mar). Ele foi escondido em 713 durante a conquista omíada da Hispânia e só foi recuperado em 878. Em 1339, ele foi transladado para um sarcófago de alabastro na cripta da recém-construída Catedral de Santa Eulália.
O festival de Santa Eulália é realizado em Barcelona na semana de sua festa litúrgica, em 12 de fevereiro.
Ela também é particularmente venerada na Catalunha e Aragão, bem como no Sul da França (vários municípios catalães e aragoneses e várias comunas do Midi francês são chamadas em sua honra de Santa Eulalia ou Sainte-Eulalie — veja-se sua lista em Santa Eulália).
É a santa padroeira da catedral de Barcelona (a catedral de Santa Eulália), e por conseguinte também da arquidiocese barcelonesa.